# Hřib hnědorůžový
Hřib hnědorůžový (Boletus speciosus Frost 1874) je jedlá houba z čeledi hřibovitých spadající mezi barevné hřiby. Nalezen a popsán byl na území Severní Ameriky.

## Taxonomie

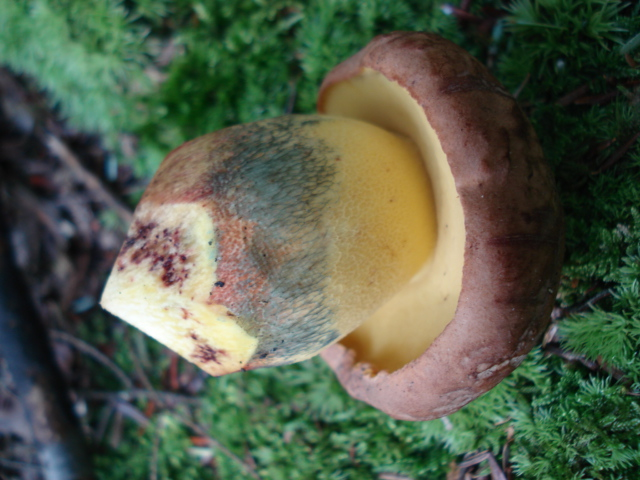
Dužnina po poškození modrá

Původně byl spojován s hřibem královským (Boletus regius) a hřibem růžovníkem (Boletus fuscoroseus syn. Boletus pseudoregius), kterým je vzhledově blízký. V současnosti je na základě odlišných mikroznaků potvrzeno, že se jedná o samostatný druh.
Český název hřib hnědorůžový byl používán jako synonymum pro hřib růžovník. Nyní je však potvrzeno, že Boletus speciosus a Boletus fuscoroseus jsou dva odlišné druhy.